# Онцидіум
Онцидіум (Oncidium) — рід багаторічних трав'янистих рослин родини орхідні.
Абревіатура родової назви — Onc.
Більшість представників роду епіфіти, рідше літофіти і наземні рослини. Широко поширені в Центральній і Південній Америці, на півдні Флориди і на Антильських островах.
Зустрічаються в лісах різного типу на висотах від 0 до 4000 метрів над рівнем моря. Багато представників роду і гібриди з їх участю популярні в кімнатному і оранжерейному квітникарстві, а також широко представлені в ботанічних садах.

## Опис
Рід був вперше описаний Олофом Шварцем в 1800 році разом з орхідеєю Oncidium altissimum, яка стала типовим видом. Назва походить від грецького ὀγκος, «onkos», що означає «пухлина». Це відноситься до мозоля на нижній губі квітки.
Більшість видів роду Онцидіум є епіфітами, хоча деякі з них є літофітами. Вони широко поширені від Північної Мексики, Карибського басейну та деяких районів Південної Флориди до Південної Америки. Вони зазвичай зустрічаються в сезонно посушливих районах.
Їх можна розділити на три категорії в залежності від характеру зростання:
- У деяких є зелені псевдобульби і довгі гроновидні суцвіття з дрібними квітками і домінуючою губою. Вони в основному золотисто-жовті з червонувато-коричневою смугою або без неї, але деякі коричневі або жовтувато-коричневі. Інші види мають білі та рожеві квіти, а деякі навіть мають вражаючі, глибокі червоні кольори у своїх квітках.
- Інша група має надзвичайно маленькі псевдобульби і жорсткі, прямостоячі, поодинокі листя. Ці циліндричні листя служать запасом води. У них довгі суцвіття з жовтими квітками, які ніби віялом розходяться у верхній частині. Розміри цих орхідей можуть варіюватися від мініатюрних рослин в пару сантиметрів до гігантів з 30-сантиметровими листям і кистями довжиною більше метра.
- Раніше існувала третя група — Variegata або Equitant Oncidiums. У них немає псевдобульб, що дають віялоподібні пагони довжиною менше 15 см, з листям трикутного перетину. Ці овальні, широкі і губчасті листя діють як органи зберігання. Їх квіти найскладніші з вишуканими квітами. Чашолистки дещо м'ясисті. Пелюстки і губа перетинчасті. Ці орхідеї тепер класифікуються як Толумнії. Cyrtochilum — це ще один рід, в який нещодавно були рекласифіковані багато видів Oncidium; Види Cyrtochilum мають надзвичайно довгі, звивисті суцвіття, які іноді можуть досягати 20' або більше, завиті пелюстки, які призводять до трикінцевим цвітінням, і безладні звички зростання, при яких кожна нова псевдобульба з'являється поверх старої.

Види Онцідіум характеризуються наступними властивостями :
- наявність стовпчастих крил;
- наявність складного каллуса на губі;
- псевдобульби з одним-трьома листям;
- кілька прикореневих приквітків біля основи псевдобульб.

Квітки роду Онцідіум бувають жовтих, червоних, білих і рожевих відтінків. Пелюстки часто скуйовджені по краях, як і губа. Губа величезна, частково закриває дрібні пелюстки і чашолистки.
Деякі орхідеї дуже довгі: Oncidum altissimum і Oncidium baueri можуть вирости до висоти 5 м, а Oncidum sarcodes — до 3 м.

## В культурі
Всі види за температурними умовами утримання можна розділити на три умовні групи:
- Види холодного утримання (Oncidium flexuosum, Oncidium varicosum).
Літо (день\ніч): 15-18°С, 7-15°с.
Зима (день\ніч): 10-15°С, 7-10°С.
- Види помірного вмісту (Oncidium sphacelatum, Oncidium cheirophorum, Oncidium splendidum).
Літо (день\ніч): 18-25°С, 15-18°С
Зима (день\ніч): 18-20°С, 12-15°С
- Теплолюбні види (Oncidium lanceanum, Oncidium stacyi).
Літо (день\ніч): 20-25°С, 18-20°С
Зима (день\ніч): 20-25°С, 18-20°С

Посадка на блок, в кошик для епіфітів, пластиковий або керамічний горщик.
Субстрат — суміш соснової кори середньої фракції (шматочки від 0,5 до 1,0 см), перліту і деревного вугілля. Більшість видів і гібридів не переносять застою вологи. Між поливами, субстрат повинен встигнути повністю просохнути. Для поливу краще не використовувати жорстку воду, багато видів онцидіумів і гібриди за участю представників цього роду погано переносять засолення субстрату.
Відносна вологість повітря від 40 % і вище, в залежності від вимог виду.
Наявність руху повітря навколо кореневої системи сприяє максимальному зростанню, а також зменшує ризик виникнення бактеріальних і грибкових інфекцій. Місця утримання рослин бажано обладнати постійно працюючими вентиляторами.

## Галерея

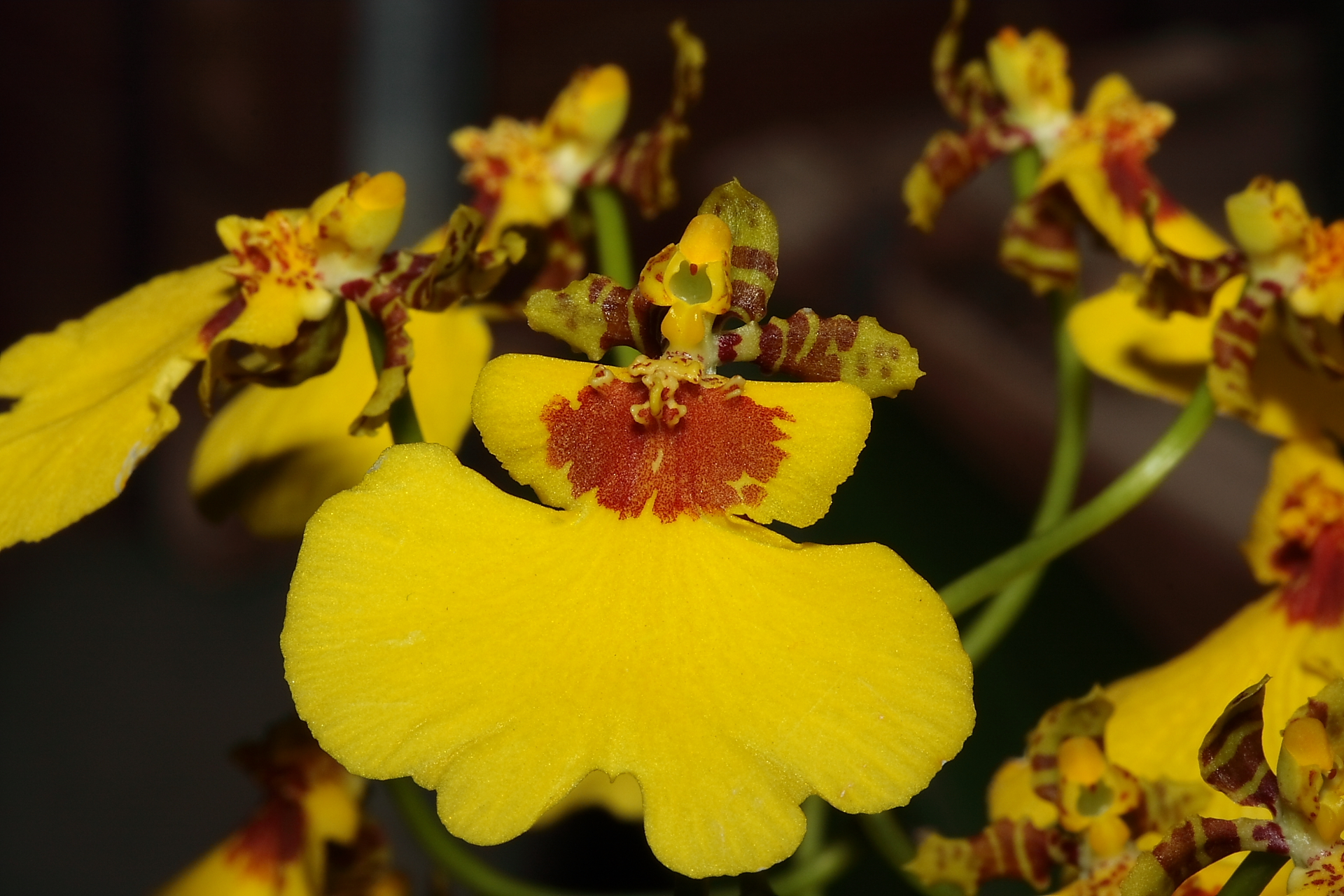
Oncidium varicosum
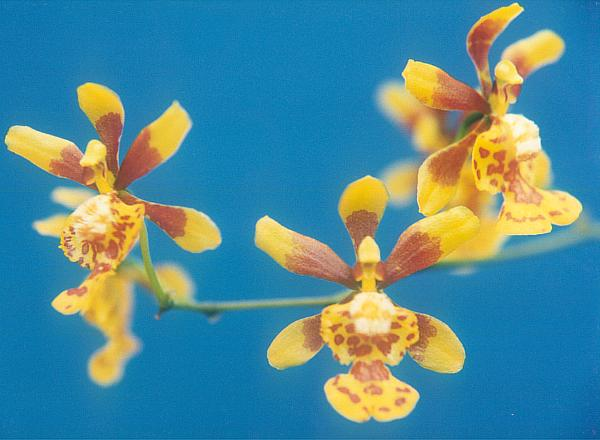
Oncidium sphegiferum
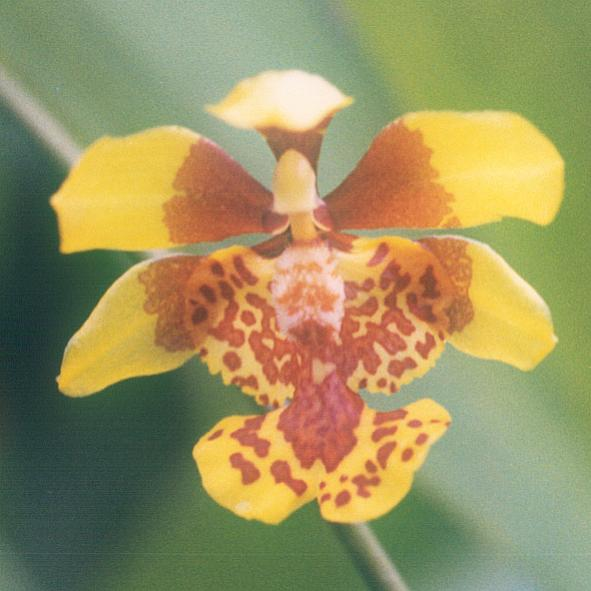
Oncidium pulvinatum
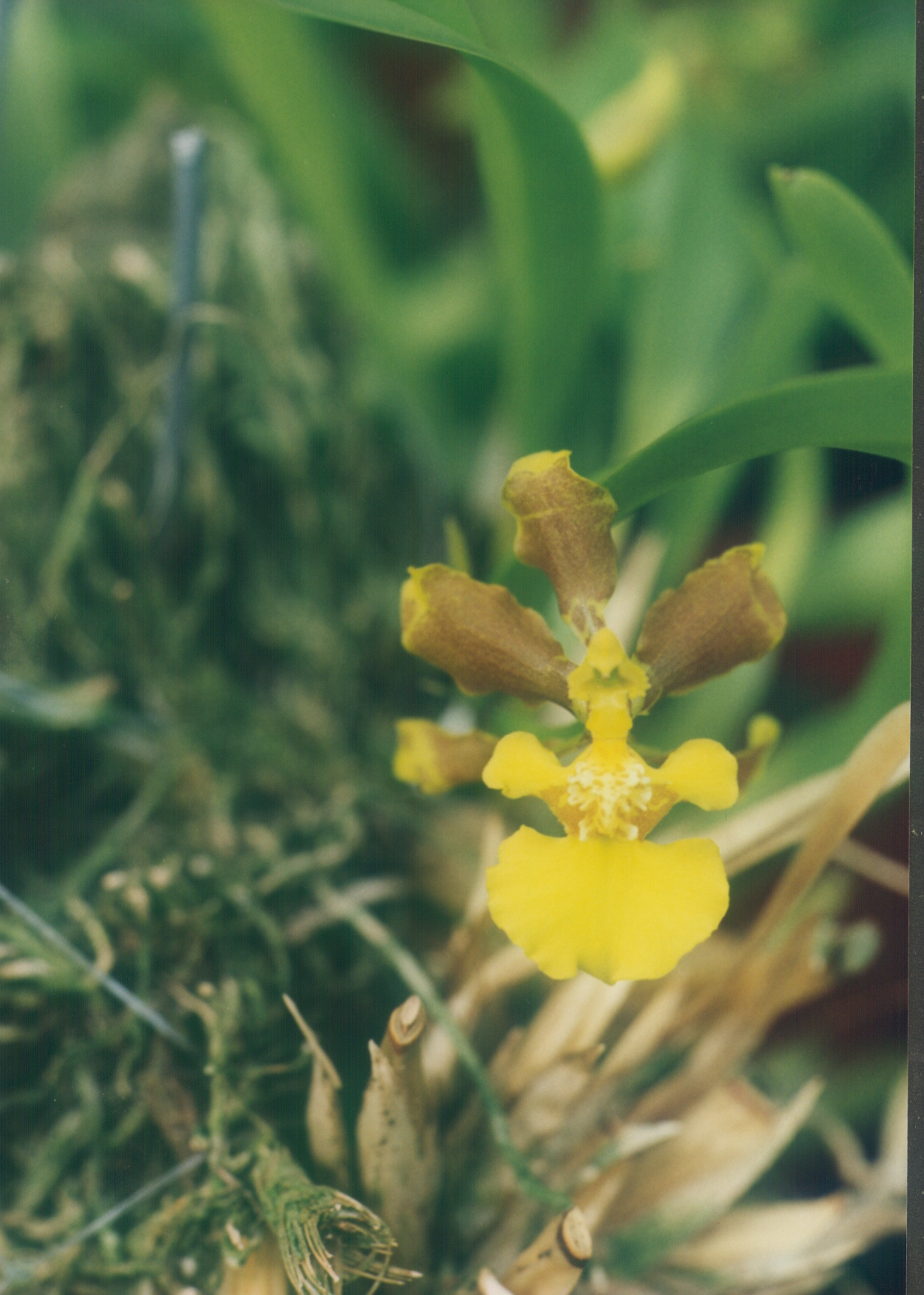
Oncidium longipes
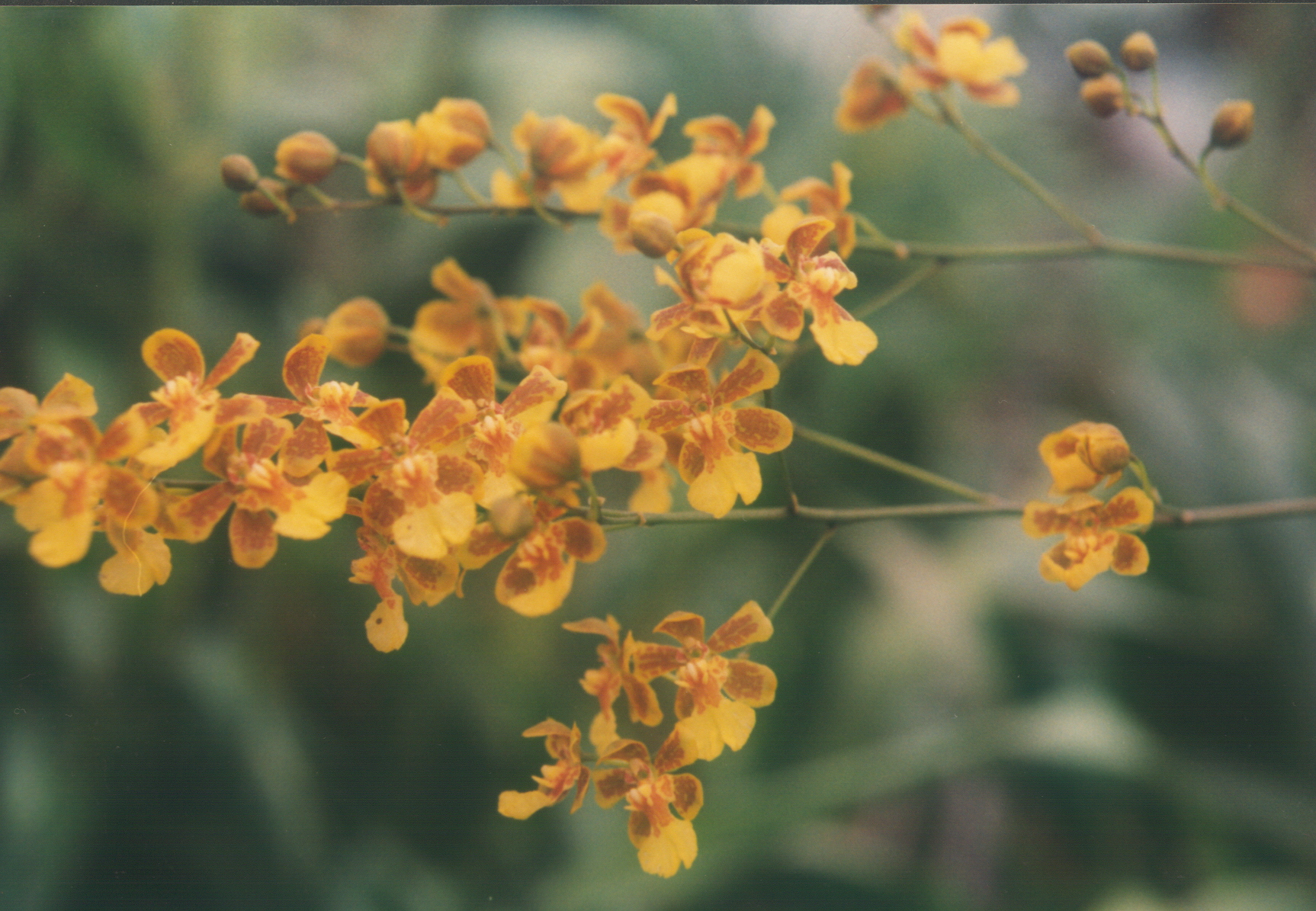
Oncidium harrisonianum
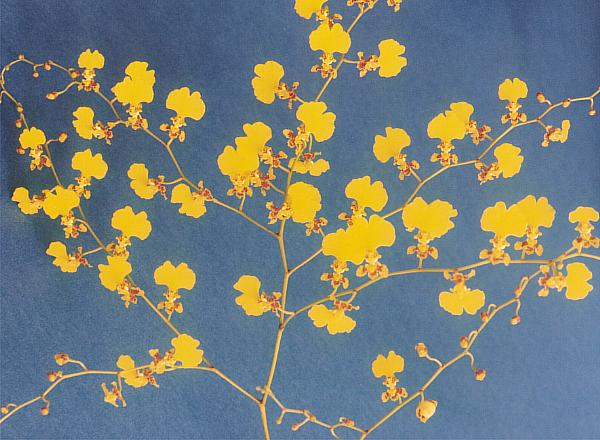
Oncidium flexuosum
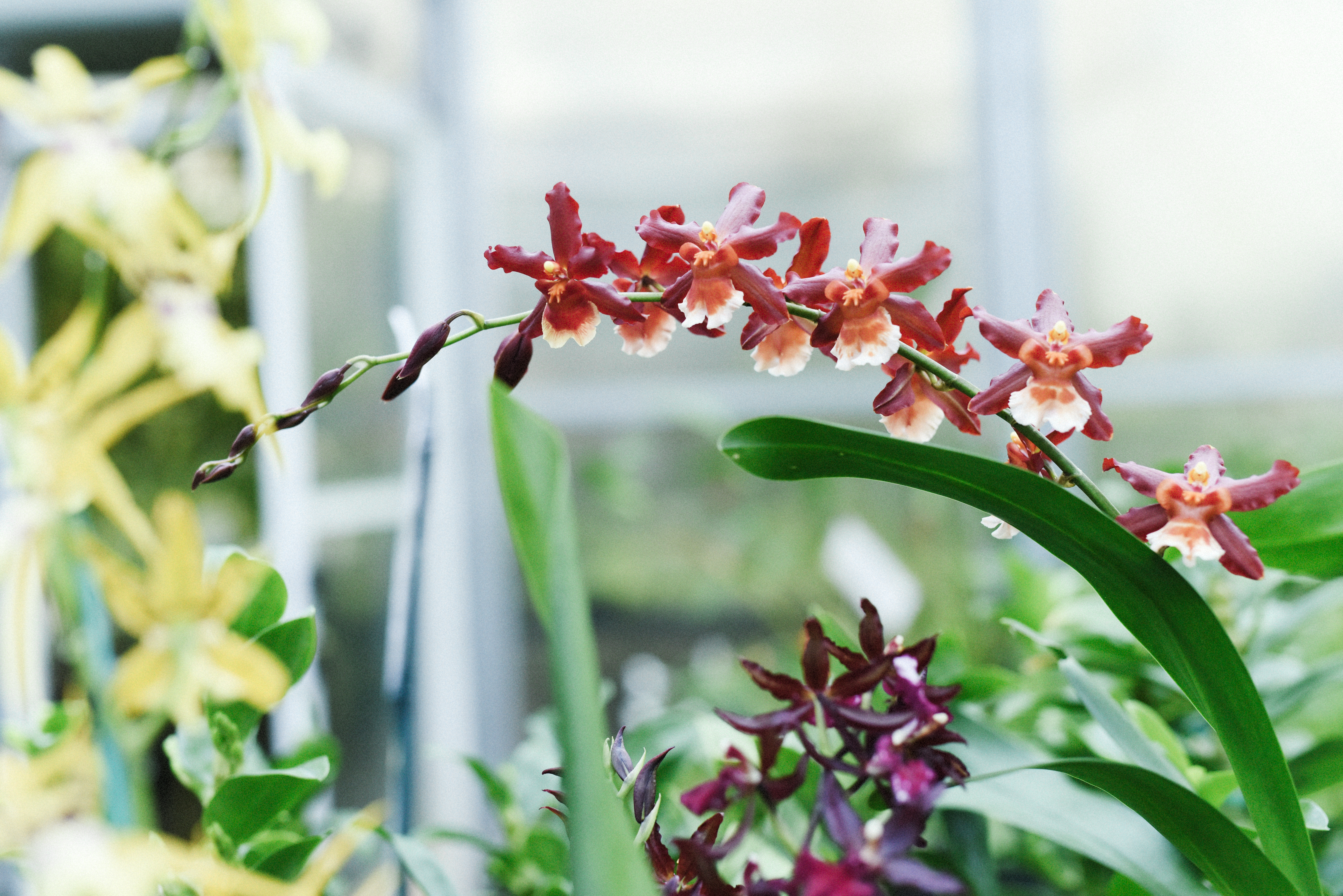
Orchid, Oncidium. "Hilo Firecracker"
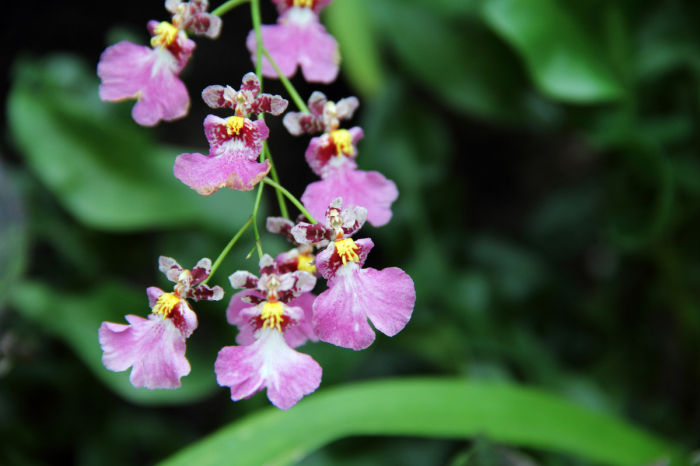
Oncidium